# Ingrid Bøe Jacobsen
Ingrid Sofie Bøe Jacobsen , née le 6 janvier 1992 à Halden est une ancienne coureuse cycliste norvégienne, spécialiste de VTT cross-country.

## Palmarès en VTT

### Championnats du monde
- Pietermaritzburg 2013
  - 8e du cross-country eliminator
- Lillehammer 2014
  -  Médaillée de bronze du cross-country eliminator
- Vallnord 2015
  -  Médaillée d'argent du cross-country eliminator
- Nové Město 2016
  - 4e du cross-country eliminator
- Chengdu 2018
  - 5e du cross-country eliminator

### Coupe du monde
- Coupe du monde de cross-country eliminator
  - 4e en 2014
  - 2e en 2017 (1 manche)
  - 1re en 2018 (3 manches)
  - 10e en 2019

### Championnats d'Europe
- 2013
  - 5e aux championnats d'Europe de cross-country eliminator
- 2015
  - 4e aux championnats d'Europe de cross-country eliminator
- 2016
  - 4e aux championnats d'Europe de cross-country eliminator
- 2018
  - 5e aux championnats d'Europe de cross-country eliminator

### Championnat de Norvège
- 2014
  - 3e du cross-country
- 2015
  - 3e du cross-country
- 2016
  - 2e du cross-country
- 2017
  - 3e du cross-country
- 2021
  - 3e du cross-country

### Autres
- 2014
  - 3e de Nové Město na Moravě - cross-country eliminator (coupe du monde)
  - 3e de Méribel - cross-country eliminator (coupe du monde)
- 2017
  - 2e de Waregem - cross-country eliminator (coupe du monde)
- 2018
  - 2e de Winterberg - cross-country eliminator (coupe du monde)
- 2019
  - 3e de Barcelone - cross-country eliminator (coupe du monde)